# Handewitt
Handewitt település Németországban, Schleswig-Holstein tartományban. Lakosainak száma 11 371 fő (2023. december 31.). Handewitt Oeversee és Freienwill községekkel határos.

## Népesség
A település népességének változása:
| Lakosok száma | 11 081 | 11 040 | 11 250 | 11 345 | 11 371 |
|               | 2017   | 2019   | 2021   | 2022   | 2023   |